# Éditions de l'Orycte
Les Éditions de l'Orycte sont une maison d'édition française fondée en 1975.

## Historique

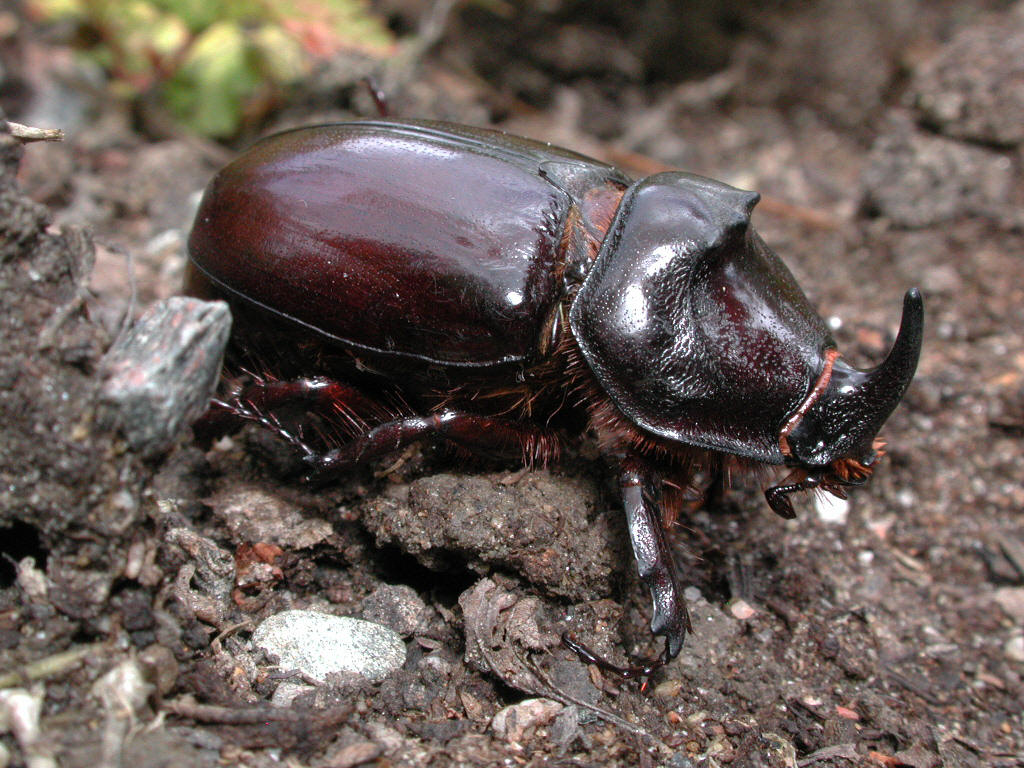
Un orycte.

Fondées en 1975 par Michel-Georges Bernard à Sour El-Ghozlane, en Algérie, en marge du monopole de l'édition, installées plus tard à Sigean et Paris, publient entre 1976 et 2005, sous forme artisanale, une centaine de plaquettes hors-commerce, associant le plus souvent poètes et peintres, d'Algérie, de France et de Belgique. 
Elles empruntent le nom d'un coléoptère anthropophile, (Oryctes nasicornis Linné), familier du lieu, dont leur sigle créé par Serge Guadagnini évoque la silhouette. 

## Auteurs publiés
Parmi les auteurs publiés:
- Édouard Albert, Un Abécédaire d'architecte, 1978; Pour une architecture spatiale, 1980.
- Claude Aveline : Pensées (texte autographié), 1978; Litanies sur la disparition des dieux, 1979: Io hymen, suivi de Chants funèbres (nouvelle version), complété de Un travail de jardinier par Michel-Georges Bernard et d'une bibliographie, 1980; Les Apprêts de l'après, couverture et texte autographié, 1980; Le Dernier Zadkine, texte autographié, 1990.
- Rabah Belamri, Chemin de brûlure, couverture et 12 dessins de Tibouchi, 1982.
- Jacques Bens, Onzains incertains (texte autographié), 1978.
- Michel-Georges Bernard, D’après les pierres, postface de Jean Lescure, couverture et dessins de Khadda, 1979; : Traces, couverture et 7 dessins d’Eudaldo, 1982; Sous le signe du matin, suivi de "Dans l’instant des pierres", postface de Jean-François Perraudin, couverture et 5 dessins de Khadda, 1984; D’après l’instant, couverture et 7 dessins de Khadda, 1994.
- Monique Boucher, Éclipse du soir, couverture et 4 dessins de Benanteur, 1990.
- Georges-Emmanuel Clancier, Cadastre de l'Aspre, 1978.
- Sadi de Gorter, Six sonnets parlementaires, 1979.
- Conrad Detrez, Tendres tropiques, 1979.
- Tahar Djaout, Insulaire & Cie, couverture de Denis Martinez, 1980;  L'Oiseau minéral, couverture et 14 dessins de Khadda, 1982.
- Jean Dorst, Note sur l’Oiseau-Qui-N’Existe Pas (poème de Claude Aveline), 1986.
- Ghaouti Faraoun, Buissons de givre, couverture de A. Medam, cul-de-lampe de Tibouchi, 1983.
- Serge Guadagnini, Les oiseaux les casinos, 1979; L’Orycte, dessins, 1982; Le Troupeau, couverture et 16 dessins de l'auteur, 1986.
- Guillevic, Du domaine (fragments), 1977.
- Tom Gutt, Presque rien, 1979.
- Bachir Hadj-Ali, Actuelles-Partitions pour demain, couverture et 12 dessins de Khadda, 1980.
- Irène Hamoir, Le comparse en fleurs et des aigrelettes (texte autographié), 1977.
- Abdelmadjid Kaouah, La Jubilation du jasmin, couverture et neuf dessins d'Oussama Abdeddaïm, 1986.
- Abdelhamid Laghouati, L'Oued noir, couverture de Denis Martinez, 1980.
- Jean Lescure, Malignes salines (texte autographié, 17 dessins de l'auteur), 1977; Quatre portes sur le jour, quatre portes sur la mort, 1978; Traité des couleurs, texte autographié, 51 dessins de Singier, 1980; La Danse des courlis, 1980; Ultra crepidam, suivi d'une postface, portrait de l'auteur par Calder en couverture, 1981; Gischia ou les raisons de la couleur, couverture et dessin de Gischia, portrait de l'auteur par Gischia, portrait de Gischia par Pignon, 1987; Pour une antibiographie (André Malraux), deux fragments, 2004; Mario Prassinos, 2005.
- Denis Martinez, Il est bien inutile, 1978; Ihellelouen de la montée de la sève, couverture et 17 dessins de l'auteur, préface de Dominique Dévigne, 1991.
- Michel Mathieu, Paysage, couverture et dessin de Nelly Marez-Darley, 1990.
- Messaour Boulanouar, Raisons de dire, 1976; Comme un feu de racines, 1977; En premier lieu, 1977; Sous peine de mort, couverture et 11 dessins de Denis Martinez, 1981.
- Arezki Metref, Iconoclaste et riveraine, dessins de Hamid Tibouchi, 1986.
- Jean-François Perraudin, Psalmodie de marche dans la ville, 1980; Marelle de l’été, dessin de Manessier, 1982.
- Louis Scutenaire, Gazons, 1977; Comme d'habitude  suivi de Pour une chronologie par Michel-Georges Bernard, texte autographié, couverture de Raoul Ubac, 1979; Ripopées, portrait de l'auteur en couverture par Roland Delcol, 1986.
- Jean Sénac, Poésie de Sour El Ghozlane, couverture de Martinez, 1981; Peintres algériens (Benanteur, Khadda, Martinez, Zerarti), 1982.
- Habib Tengour, La Nacre à l'âme, couverture et 3 dessins de Khadda, 1981; Schistes de Tahmad, 2, couverture et 4 dessins de Benanteur, 1982.
- Hamid Tibouchi, Il manque l'amour, 1977; D'ailleurs, ça ne peut plus durer, 1978; Parésie, couverture de l'auteur et 8 dessins de Silem, 1982.
- Jean Villeri, Alternances, accompagné de Jean Villeri ou Les rêves du commencement par Michel-Georges Bernard, 1980.
- Paul Vincensini, Poésies choisies (questionnaire élèves et livre du maître), 1981

## Sources
- Jean Déjeux, Bibliographie méthodique et critique de la littérature algérienne de langue française 1945-1977, SNED, Alger, 1979.
- Jean Déjeux, Dictionnaire des auteurs maghrébins de langue française, Paris, Éditions Karthala, 1984  (ISBN 2-86537-085-2).
- Michel-Georges Bernard, Les éditions de l'Orycte, dans « Expressions algériennes », Impressions du Sud no 27-28, Aix-en-Provence, 1991.
- Michel-Georges Bernard, L’Orycte, Poètes des deux rives, dans « Poésie/première » no 25, Éditions Editinter, Soisy-sur-Seine, juillet-octobre 2003.
- L’Orycte, éditions volantes, Entretien avec Michel Mathieu, dans « Arearevue)s( » no 5, Paris, septembre 2003.